# Biostar
Biostar Technology Group es una empresa tecnológica taiwanesa, especializada en la fabricación de placas madre y tarjetas de vídeo. Biostar se ocupa de los mercados básico y OEM, con muchas de sus tarjetas madre vendidas en menos de $50 dólares.

## Historia
El fundador del GRUPO Biostar, equipado con un acervo de experiencias en componentes electrónicos de compra y venta y con un cuidadoso estudio de la demanda futura de mainboards y tarjetas, establecía Biostar Microtecnology INTERNACIONAL CORP en 1986. 
En los primeros años, Biostar se concentra en la fabricación de Mainboard construidos para el factor de forma XT. Para mantener constante el crecimiento de los negocios, Biostar ha logrado mantener gran parte de la inversión de capitales y mano de obra en nuevos productos de diseño y desarrollo, que al mismo tiempo ha sido lo que le permite permanecer en el rango de competencia a la rápida evolución de la industria informática. 
Para satisfacer las necesidades, satisfacer las demandas de desarrollo del mercado proporcionando un mayor número de soluciones integradas a clientes, Biostar ha enriquecido la competencia en el diseño y fabricación de productos como complemento a las tarjetas multimedia y productos del sistema. 
En 1990, con el fin de ampliar su capacidad para satisfacer las demandas de los clientes globales, Biostar fue el primero en establecer instalaciones de fabricación en China. En 1998, los ingresos por ventas superaron 130 millones de dólares estadounidenses, clasificó 227° entre las primeras 1000° empresas en Taiwán.